# تپه آرنا
تپه آرنا مربوط به دوران پیش از تاریخ ایران باستان است و در شهرستان نقده، بخش مرکزی، روستای آرنا واقع شده و این اثر در تاریخ ۷ مهر ۱۳۸۱ با شمارهٔ ثبت ۶۲۲۵ به‌عنوان یکی از آثار ملی ایران به ثبت رسیده است.
آرنا در فرهنگ نامهای ایرانی به معنی نژاد آریایی است.